# Resolution 1691 des UN-Sicherheitsrates
Die Resolution 1691 des UN-Sicherheitsrates ist eine Resolution zur Aufnahme der Republik Montenegro in die Vereinten Nationen, die der Sicherheitsrat der Vereinten Nationen am 22. Juni 2006 auf seiner 5473. Sitzung einstimmig angenommen hat.
Mit der Resolution hat der Sicherheitsrat der Generalversammlung der Vereinten Nationen vorgeschlagen, dass Montenegro als Mitglied in die Vereinten Nationen aufgenommen wird.
Nach der Unabhängigkeitserklärung Montenegros am 3. Juni 2006 war Serbien völkerrechtlich Rechtsnachfolger von Serbien und Montenegro und hatte deswegen die Mitgliedschaft in den Vereinten Nationen behalten. Als Folge stellte Montenegro am 5. Juni 2006 einen Aufnahmeantrag, das sich damit verpflichtete, die Prinzipien der Charta der Vereinten Nationen zu akzeptieren und zu respektieren, sowie die darin festgelegten Regeln zu erfüllen. Die Generalversammlung stimmte der Aufnahme Montenegros am 28. Juni 2006 zu und Montenegro wurde damit der 192. Mitgliedsstaat der Vereinten Nationen.